# Beerse
Beerse (nederländskt uttal: [ˈbeːrsə]) är en kommun i provinsen Antwerpen i regionen Flandern i Belgien. Kommunen har cirka 18 128 invånare (2020).